# Hoplitis carinata
Hoplitis carinata är en biart som först beskrevs av Stanek 1969.  Hoplitis carinata ingår i släktet gnagbin, och familjen buksamlarbin. Inga underarter finns listade i Catalogue of Life.